# 1626
Il 1626 (MDCXXVI in numeri romani) è un anno  del XVII secolo.

## Eventi
- 5 marzo – Pace di Monzón: Termina la Guerra Savoia-Genova del 1625.
- 3 maggio – Risolto il lungo conflitto tra le famiglie abruzzesi Pica e Bonanni.

## Nati

### Gennaio
- 8 gennaio - Jean Talon, funzionario francese († 1694)
- 9 gennaio - Armand Jean Le Bouthillier de Rancé, abate francese († 1700)
- 16 gennaio - Lucas Achtschellinck, pittore fiammingo († 1699)

### Febbraio
- 5 febbraio - Giulio Savelli, III principe di Albano, principe italiano († 1712)
- 5 febbraio - Madame de Sévigné, scrittrice francese († 1696)
- 11 febbraio - Emilia d'Assia-Kassel, nobile tedesco († 1693)
- 18 febbraio - Francesco Redi, medico e naturalista italiano († 1697)
- 26 febbraio - Giovanni Cinelli Calvoli, medico, letterato e bibliografo italiano († 1706)

### Marzo
- 12 marzo - John Aubrey, fisico, naturalista e letterato britannico († 1697)
- 16 marzo - Cornelius Van Steenwyck, politico olandese († 1684)
- 17 marzo - Denis de Sallo, avvocato, giornalista e scrittore francese († 1669)
- 19 marzo - Robert Bruce, II conte di Elgin, nobile e politico scozzese († 1685)
- 21 marzo - Pedro de San José de Bethencourt, religioso e santo spagnolo († 1667)
- 30 marzo - Atto Melani, diplomatico, scrittore e cantante castrato italiano († 1714)

### Aprile
- 7 aprile - Ole Borch, scrittore, medico e scienziato danese († 1690)
- 10 aprile - Franz Egon von Fürstenberg-Heiligenberg, vescovo cattolico, abate e generale tedesco († 1682)
- 23 aprile - Maurizio Enrico di Nassau-Hadamar, nobile tedesco († 1679)
- 23 aprile - Ernestina di Sayn-Wittgenstein-Hachenburg, nobile tedesco († 1661)
- 25 aprile - Siegmund von Birken, poeta tedesco († 1681)

### Maggio
- 12 maggio - Louis Hennepin, religioso belga († 1704)
- 16 maggio - Francesco Bonvisi, cardinale e arcivescovo cattolico italiano († 1700)
- 17 maggio - Eleonora Caterina del Palatinato-Zweibrücken-Kleeburg, principessa svedese († 1692)
- 19 maggio - Angelo Maria Ranuzzi, cardinale e arcivescovo cattolico italiano († 1689)
- 21 maggio - Wolfgang Carl Briegel, musicista e compositore tedesco († 1712)
- 27 maggio - Guglielmo II d'Orange, nobile olandese († 1650)

### Luglio
- 15 luglio - Cristiana di Schleswig-Holstein, contessa danese († 1670)
- 15 luglio - Edvige Ulfeldt, contessa danese († 1678)
- 17 luglio - Johan Baazius il Giovane, arcivescovo luterano svedese († 1681)
- 20 luglio - Ulrich Schmid, condottiero e politico svizzero († 1682)
- 21 luglio - Anna Beatrice d'Este, nobildonna italiana († 1690)

### Agosto
- 1º agosto - Sabbatai Zevi, mistico ottomano († 1676)
- 2 agosto - Charles Le Moyne, esploratore francese († 1685)
- 4 agosto - Antonio Domenico Triva, pittore e incisore italiano († 1699)
- 31 agosto - François Pallu, vescovo cattolico e missionario francese († 1684)

### Settembre
- 16 settembre - Leopoldo Guglielmo di Baden-Baden († 1671)
- 17 settembre - Alessandro Caprara, cardinale italiano († 1711)
- 19 settembre - Nicolás Fernández de Córdoba y Ponce de León, militare e marinaio spagnolo († 1693)
- 28 settembre - Elizabeth Murray, II contessa di Dysart, nobildonna scozzese († 1698)

### Ottobre
- 4 ottobre - Richard Cromwell, politico inglese († 1712)
- 5 ottobre - Giorgio II di Württemberg-Mömpelgard, duca tedesco († 1699)
- 6 ottobre - Géraud de Cordemoy, filosofo, storico e avvocato francese († 1684)

### Novembre
- 30 novembre - Cesare Pronti, pittore italiano († 1708)

### Dicembre
- 12 dicembre - Gianfrancesco Ginetti, cardinale e arcivescovo cattolico italiano († 1691)
- 18 dicembre - Cristina di Svezia, regina svedese († 1689)
- 21 dicembre - Francis Scott, II conte di Buccleuch, nobile scozzese († 1651)

### Senza giorno specificato
- Federico Agnelli, tipografo e incisore italiano († 1702)
- Carlo Assonica, medico, giurista e scrittore italiano († 1676)
- Agostino Barelli, architetto italiano († 1697)
- Alexandre Bontemps, francese († 1701)
- Sigismondo Calchi, nobile, politico e giurista italiano († 1711)
- Domenico Maria Canuti, pittore italiano († 1684)
- Jean-Baptiste Cotelier, teologo francese († 1686)
- László Esterházy, militare e nobile ungherese († 1652)
- Lewis Gordon, III marchese di Huntly, nobile scozzese († 1653)
- Andrea Guarneri, liutaio italiano († 1698)
- Johannes Gumpp, pittore austriaco
- John Hamilton, IV conte di Haddington, nobile scozzese († 1669)
- William Herbert, I marchese di Powis, nobile e politico britannico († 1696)
- Robert Howard, nobile e politico inglese († 1698)
- Melchior Küsel, incisore tedesco († 1684)
- Baltasar de la Cueva Enríquez, spagnolo († 1686)
- Giovanni Legrenzi, compositore e organista italiano († 1690)
- Filiberta Madruzzo, nobildonna italiana († 1649)
- Domenico Marchetti, anatomista, chirurgo e medico italiano († 1688)
- Pietro Mengoli, matematico italiano († 1686)
- Giovanni Monaldeschi, nobile e diplomatico italiano († 1657)
- Melchor de Navarra y Rocafull, spagnolo († 1691)
- Giannettino Odone, doge († 1698)
- Marco Giuseppe Peranda, musicista e compositore italiano († 1675)
- Frederick Philipse, politico olandese († 1702)
- Nunzio Rossi, pittore italiano († 1651)
- Henry Seymour, lord Beauchamp, nobile inglese († 1654)
- Jan Steen, pittore olandese († 1679)
- Jean Testu de Mauroy, religioso e scrittore francese († 1706)
- Simon Pimen Fëdorovič Ušakov, pittore russo († 1686)
- Giacomo d'Alibert, impresario teatrale francese († 1713)
- Pascual de Aragón-Córdoba-Cardona y Fernández de Córdoba, cardinale e arcivescovo cattolico spagnolo († 1677)
- Daniel de Rémy de Courcelles, politico francese († 1698)
- Jan van Kessel il Vecchio, pittore fiammingo († 1679)
- Ferdinando van den Eynde, I marchese di Castelnuovo, nobile, mercante e collezionista d'arte italiano († 1674)

## Morti

### Gennaio
- 13 gennaio - Maddalena di Neuenahr-Alpen, nobile tedesco (n. 1551)
- 23 gennaio - Decio Carafa, cardinale e arcivescovo cattolico italiano (n. 1556)
- 24 gennaio - Samuel Argall, navigatore inglese (n. 1580)
- 24 gennaio - Gastón de Moncada y Gralla, nobile, politico e diplomatico spagnolo (n. 1554)

### Febbraio
- 7 febbraio - Guglielmo V di Baviera, duca (n. 1548)
- 11 febbraio - Pietro Antonio Cataldi, matematico italiano (n. 1552)
- 20 febbraio - John Dowland, compositore, cantante e liutista inglese (n. 1563)
- 21 febbraio - Odoardo Farnese, cardinale italiano (n. 1573)
- 25 febbraio - Enea Salmeggia, pittore italiano
- 28 febbraio - Sulaiman Shah II di Kedah, sultano malese

### Marzo
- 3 marzo - William Cavendish, I conte di Devonshire, nobile e politico inglese (n. 1552)
- 16 marzo - Giovanni Niccolò, gesuita italiano (n. 1560)
- 19 marzo - Pierre Coton, gesuita e letterato francese (n. 1564)

### Aprile
- 4 aprile - Costanza Colonna, nobile italiana (n. 1556)
- 5 aprile - Anna Alekseevna Koltovskaja, nobile russa
- 6 aprile - Girolamo Preti, poeta italiano (n. 1582)
- 7 aprile - Andrés Pacheco, patriarca cattolico spagnolo (n. 1550)
- 9 aprile - Francesco Bacone, filosofo, politico e giurista inglese (n. 1561)
- 11 aprile - Marino Ghetaldi, matematico e scienziato dalmata (n. 1568)

### Maggio
- 3 maggio - Ishikawa Sadakiyo, militare giapponese
- 8 maggio - Baldassarre Capra, scienziato italiano (n. 1580)
- 13 maggio - Malik Ambar, mercenario etiope (n. 1548)
- 17 maggio - Joan Pau Pujol, presbitero, compositore e organista spagnolo (n. 1573)
- 28 maggio - Thomas Howard, I conte di Suffolk, nobile, politico e ammiraglio inglese (n. 1561)
- 28 maggio - Krispin Zelger, politico e condottiero svizzero (n. 1571)

### Giugno
- 6 giugno - Salomon de Caus, architetto e ingegnere francese (n. 1576)
- 7 giugno - Anna di San Bartolomeo, mistica e religiosa spagnola (n. 1549)
- 16 giugno - Cristiano di Brunswick, condottiero e vescovo luterano tedesco (n. 1599)
- 21 giugno - Enrique Guzman de Haros, cardinale spagnolo (n. 1605)
- 29 giugno - Scipione Cobelluzzi, cardinale, archivista e bibliotecario italiano (n. 1564)

### Luglio
- 5 luglio - Agnolo Monosini, linguista e presbitero italiano (n. 1568)
- 13 luglio - Robert Sidney, I conte di Leicester, mecenate e poeta inglese (n. 1563)
- 25 luglio - Nicolò Alemanni, antiquario e bibliotecario italiano (n. 1583)
- 27 luglio - Luigi V d'Assia-Darmstadt (n. 1577)

### Agosto
- 10 agosto - Willem Backereel, pittore fiammingo (n. 1570)
- 19 agosto - Henri de Talleyrand-Périgord, nobile francese (n. 1599)
- 22 agosto - Alessandro Orsini, cardinale italiano (n. 1592)
- 22 agosto - Isabella di Savoia, nobildonna italiana (n. 1591)
- 25 agosto - Alfonso Dal Pozzo Farnese, vescovo cattolico italiano (n. 1580)
- 27 agosto - Francesco Maria Bourbon del Monte Santa Maria, cardinale, vescovo cattolico e diplomatico italiano (n. 1549)
- 27 agosto - Denis van Alsloot, pittore fiammingo

### Settembre
- 2 settembre - Antonio Franco, presbitero italiano (n. 1585)
- 2 settembre - Giovanni Battista d'Ornano, generale francese (n. 1581)
- 3 settembre - Filippo Ferrari, cosmografo, matematico e teologo italiano (n. 1551)
- 9 settembre - Abraham Govaerts, pittore e disegnatore fiammingo (n. 1589)
- 13 settembre - Gürcü Mehmed Pascià, politico ottomano (n. 1536)
- 16 settembre - Denis-Simon de Marquemont, cardinale e arcivescovo cattolico francese (n. 1572)
- 17 settembre - Pyramus de Candolle, nobile e condottiero francese (n. 1566)
- 17 settembre - Johann Schweikhard von Kronberg, nobile e arcivescovo cattolico tedesco (n. 1553)
- 22 settembre - Aodh Mac Aingil, poeta e teologo irlandese (n. 1571)
- 25 settembre - Lancelot Andrewes, teologo inglese (n. 1555)
- 25 settembre - Théophile de Viau, poeta e drammaturgo francese (n. 1590)
- 26 settembre - Wakizaka Yasuharu, militare giapponese (n. 1554)
- 28 settembre - François de Bonne de Lesdiguières, militare francese (n. 1543)
- 30 settembre - Nurhaci, nobile e militare cinese (n. 1559)

### Ottobre
- 2 ottobre - Diego Sarmiento de Acuña, diplomatico spagnolo (n. 1567)
- 5 ottobre - Guillaume Catel, storico francese (n. 1560)
- 7 ottobre - Paul Bril, pittore e incisore fiammingo (n. 1554)
- 13 ottobre - Pedro de Oña, vescovo cattolico, filosofo e teologo spagnolo (n. 1560)
- 18 ottobre - Giovan Giacomo Barbiano di Belgioioso, ufficiale italiano (n. 1565)
- 22 ottobre - Kikkawa Hiroie, militare giapponese (n. 1561)
- 24 ottobre - Agnese Maddalena di Anhalt-Dessau, principessa (n. 1590)
- 28 ottobre - Parviz Mirza, principe indiano (n. 1589)
- 29 ottobre - Ferdinando Gonzaga, nobile e collezionista d'arte italiano (n. 1587)
- 30 ottobre - Willebrord Snel, matematico, astronomo e fisico olandese (n. 1580)

### Novembre
- 25 novembre - Edward Alleyn, attore teatrale inglese (n. 1566)
- 29 novembre - Ernst von Mansfeld, militare tedesco (n. 1580)

### Dicembre
- 6 dicembre - Giovanni Ernesto I di Sassonia-Weimar, duca tedesco (n. 1594)
- 8 dicembre - John Davies, politico, avvocato e poeta inglese (n. 1569)
- 10 dicembre - Edmund Gunter, matematico e astronomo inglese (n. 1581)

### Senza giorno specificato
- Hans Bach, musicista tedesco
- Cristoforo Baschenis il Giovane, pittore italiano (n. 1561)
- Rutilio Benincasa, astronomo e astrologo italiano (n. 1555)
- Gabriele Bertazzolo, ingegnere e cartografo italiano (n. 1570)
- François Béroalde de Verville, scrittore, poeta e umanista francese (n. 1556)
- Camillo Rizzi, pittore italiano (n. 1590)
- Marino Caprucci, religioso, politico e scrittore italiano
- John Cooper, compositore e liutista inglese
- Gilles de Courtanvaux de Souvré, militare francese (n. 1540)
- Mikuláš Dačický di Heslov, scrittore e poeta ceco (n. 1555)
- Orazio De Rossi, pittore italiano (n. 1561)
- Anastasio Fontebuoni, pittore italiano (n. 1571)
- Luigi Gonzaga di Palazzolo, militare italiano
- Antiveduto Gramatica, pittore italiano (n. 1569)
- Morazzone, pittore italiano (n. 1573)
- Rodolfo Ospiniano, teologo svizzero (n. 1547)
- Juan de Oñate, esploratore spagnolo (n. 1552)
- Curzio Picchena, umanista italiano (n. 1554)
- Samuel Purchas, religioso e scrittore inglese
- Pietro Paolo Quintavalle, vescovo cattolico e giurista italiano
- Radu IX Mihnea, principe (n. 1586)
- Cristoforo Roncalli, pittore italiano
- Johannes Rosinus, storico e scrittore tedesco (n. 1550)
- William Rowley, drammaturgo e attore teatrale inglese
- Ruqaiya Sultan Begum, principessa indiana (n. 1542)
- Francesco Rustici, pittore italiano (n. 1592)
- Fabrizio Santafede, pittore italiano
- Sebastiano Sebastiani, scultore italiano
- Shimozuma Nakayuki, monaco buddista giapponese (n. 1537)
- Salomon de Brosse, architetto francese (n. 1571)
- Adriaen de Vries, scultore olandese (n. 1560)
- Ōuchi Chikatsuna, militare giapponese (n. 1550)

## Calendario
| Calendario 1626 | Calendario 1626 | Calendario 1626 | Calendario 1626 | Calendario 1626 | Calendario 1626 | Calendario 1626 | Calendario 1626 | Calendario 1626 | Calendario 1626 | Calendario 1626 | Calendario 1626 | Calendario 1626 | Calendario 1626 | Calendario 1626 | Calendario 1626 | Calendario 1626 | Calendario 1626 | Calendario 1626 | Calendario 1626 | Calendario 1626 | Calendario 1626 | Calendario 1626 | Calendario 1626 | Calendario 1626 | Calendario 1626 | Calendario 1626 | Calendario 1626 | Calendario 1626 | Calendario 1626 | Calendario 1626 | Calendario 1626 | Calendario 1626 |
| --------------- | --------------- | --------------- | --------------- | --------------- | --------------- | --------------- | --------------- | --------------- | --------------- | --------------- | --------------- | --------------- | --------------- | --------------- | --------------- | --------------- | --------------- | --------------- | --------------- | --------------- | --------------- | --------------- | --------------- | --------------- | --------------- | --------------- | --------------- | --------------- | --------------- | --------------- | --------------- | --------------- |
|                 | 1               | 2               | 3               | 4               | 5               | 6               | 7               | 8               | 9               | 10              | 11              | 12              | 13              | 14              | 15              | 16              | 17              | 18              | 19              | 20              | 21              | 22              | 23              | 24              | 25              | 26              | 27              | 28              | 29              | 30              | 31              |                 |
| Gennaio         | Gi              | Ve              | Sa              | Do              | Lu              | Ma              | Me              | Gi              | Ve              | Sa              | Do              | Lu              | Ma              | Me              | Gi              | Ve              | Sa              | Do              | Lu              | Ma              | Me              | Gi              | Ve              | Sa              | Do              | Lu              | Ma              | Me              | Gi              | Ve              | Sa              |                 |
| Febbraio        | Do              | Lu              | Ma              | Me              | Gi              | Ve              | Sa              | Do              | Lu              | Ma              | Me              | Gi              | Ve              | Sa              | Do              | Lu              | Ma              | Me              | Gi              | Ve              | Sa              | Do              | Lu              | Ma              | Me              | Gi              | Ve              | Sa              |                 |                 |                 |                 |
| Marzo           | Do              | Lu              | Ma              | Me              | Gi              | Ve              | Sa              | Do              | Lu              | Ma              | Me              | Gi              | Ve              | Sa              | Do              | Lu              | Ma              | Me              | Gi              | Ve              | Sa              | Do              | Lu              | Ma              | Me              | Gi              | Ve              | Sa              | Do              | Lu              | Ma              |                 |
| Aprile          | Me              | Gi              | Ve              | Sa              | Do              | Lu              | Ma              | Me              | Gi              | Ve              | Sa              | Do              | Lu              | Ma              | Me              | Gi              | Ve              | Sa              | Do              | Lu              | Ma              | Me              | Gi              | Ve              | Sa              | Do              | Lu              | Ma              | Me              | Gi              |                 |                 |
| Maggio          | Ve              | Sa              | Do              | Lu              | Ma              | Me              | Gi              | Ve              | Sa              | Do              | Lu              | Ma              | Me              | Gi              | Ve              | Sa              | Do              | Lu              | Ma              | Me              | Gi              | Ve              | Sa              | Do              | Lu              | Ma              | Me              | Gi              | Ve              | Sa              | Do              |                 |
| Giugno          | Lu              | Ma              | Me              | Gi              | Ve              | Sa              | Do              | Lu              | Ma              | Me              | Gi              | Ve              | Sa              | Do              | Lu              | Ma              | Me              | Gi              | Ve              | Sa              | Do              | Lu              | Ma              | Me              | Gi              | Ve              | Sa              | Do              | Lu              | Ma              |                 |                 |
| Luglio          | Me              | Gi              | Ve              | Sa              | Do              | Lu              | Ma              | Me              | Gi              | Ve              | Sa              | Do              | Lu              | Ma              | Me              | Gi              | Ve              | Sa              | Do              | Lu              | Ma              | Me              | Gi              | Ve              | Sa              | Do              | Lu              | Ma              | Me              | Gi              | Ve              |                 |
| Agosto          | Sa              | Do              | Lu              | Ma              | Me              | Gi              | Ve              | Sa              | Do              | Lu              | Ma              | Me              | Gi              | Ve              | Sa              | Do              | Lu              | Ma              | Me              | Gi              | Ve              | Sa              | Do              | Lu              | Ma              | Me              | Gi              | Ve              | Sa              | Do              | Lu              |                 |
| Settembre       | Ma              | Me              | Gi              | Ve              | Sa              | Do              | Lu              | Ma              | Me              | Gi              | Ve              | Sa              | Do              | Lu              | Ma              | Me              | Gi              | Ve              | Sa              | Do              | Lu              | Ma              | Me              | Gi              | Ve              | Sa              | Do              | Lu              | Ma              | Me              |                 |                 |
| Ottobre         | Gi              | Ve              | Sa              | Do              | Lu              | Ma              | Me              | Gi              | Ve              | Sa              | Do              | Lu              | Ma              | Me              | Gi              | Ve              | Sa              | Do              | Lu              | Ma              | Me              | Gi              | Ve              | Sa              | Do              | Lu              | Ma              | Me              | Gi              | Ve              | Sa              |                 |
| Novembre        | Do              | Lu              | Ma              | Me              | Gi              | Ve              | Sa              | Do              | Lu              | Ma              | Me              | Gi              | Ve              | Sa              | Do              | Lu              | Ma              | Me              | Gi              | Ve              | Sa              | Do              | Lu              | Ma              | Me              | Gi              | Ve              | Sa              | Do              | Lu              |                 |                 |
| Dicembre        | Ma              | Me              | Gi              | Ve              | Sa              | Do              | Lu              | Ma              | Me              | Gi              | Ve              | Sa              | Do              | Lu              | Ma              | Me              | Gi              | Ve              | Sa              | Do              | Lu              | Ma              | Me              | Gi              | Ve              | Sa              | Do              | Lu              | Ma              | Me              | Gi              |                 |